# Prudence Heward

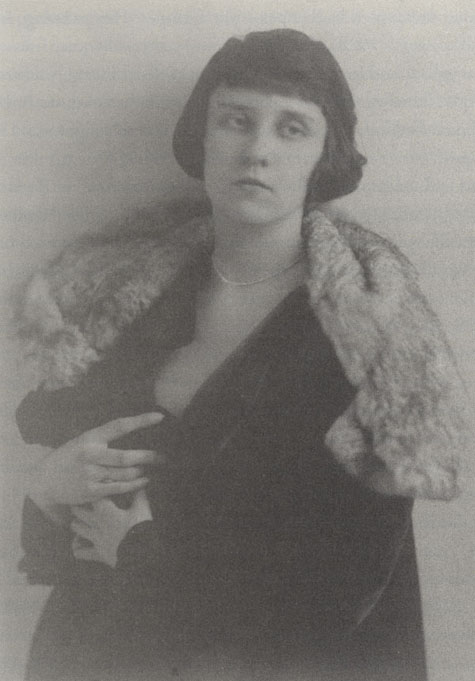
Prudence Heward, 1927

Efa Prudence Heward (* 2. Juli 1896 in Montreal; † 19. März 1947 in Los Angeles) war eine kanadische Malerin.

## Leben
Efa Prudence Heward stammte aus einer wohlhabenden Familie. Sie galt als frühreif und ausgesprochen intelligent. In den ersten Jahren wurde sie zu Hause unterrichtet, und im Alter von fünfzehn Jahren besuchte sie die renommierte Mädchenschule Miss Porter’s School in Farmington. Sie zeigte ein Interesse an Kunst und ihre Familie förderte ihr Talent. Nach Abschluss der Schule studierte Heward an der Art Association of Montreal School.

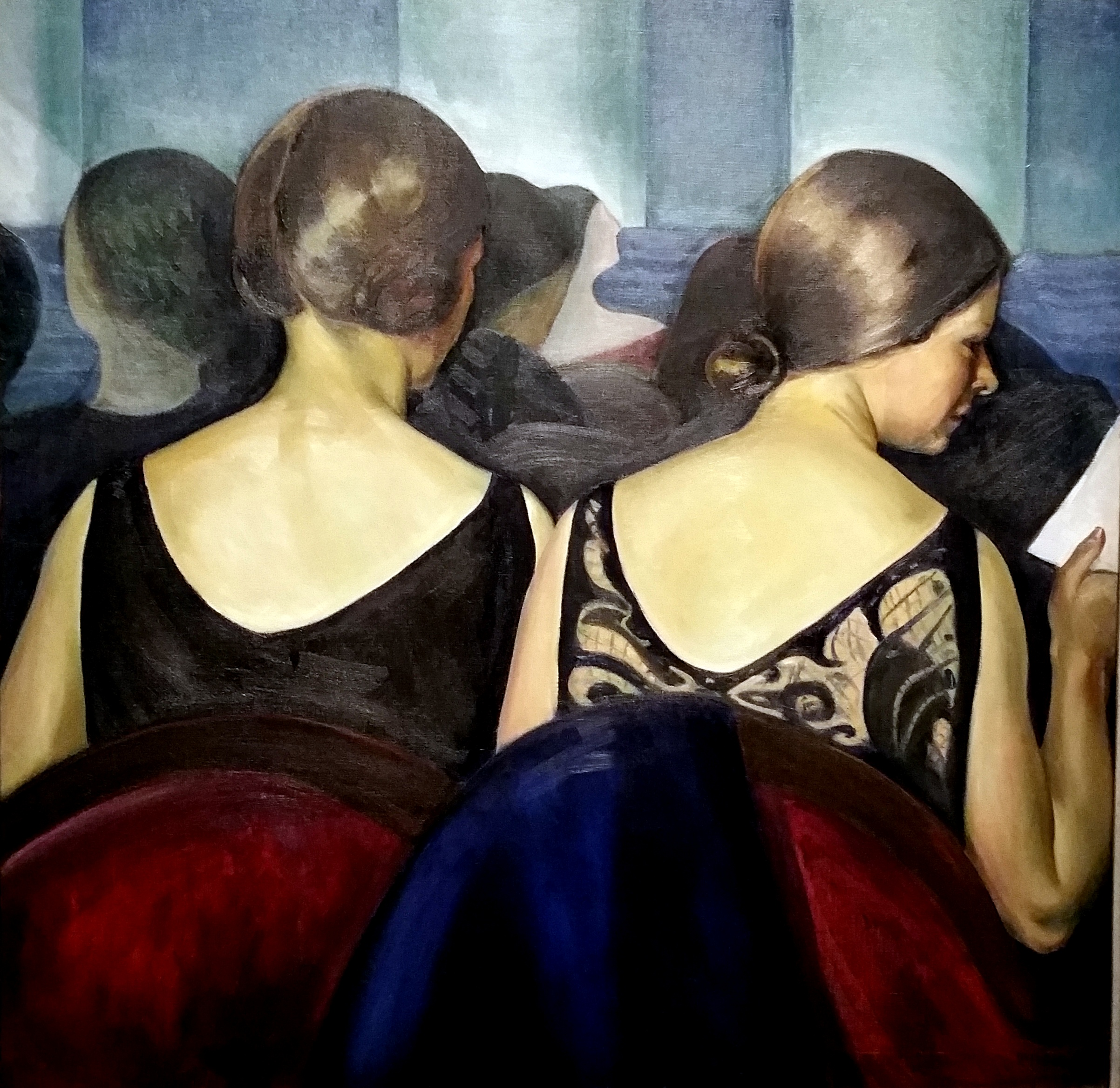
At the Theatre, 1928. Montreal Museum of Fine Arts / Musée des beaux-arts de Montréal

Während des Ersten Weltkriegs lebte Heward in England, wo ihre Brüder in der kanadischen Armee dienten. Sie selbst leistete Dienst als Freiwillige beim Roten Kreuz. Nach ihrer Rückkehr nach Kanada trat sie der Beaver Hall Group bei. Im Jahre 1924 stellte Heward zum ersten Mal ihre Werke in einer Sammelausstellung in der Royal Canadian Academy of Arts in Toronto aus. Ihre erste Einzelausstellung hatte sie erst im Jahr 1932 in der Scott-Galerie in Montreal.
Zwischen 1925 und 1926 bewohnte Heward ein Zimmer im Pariser Stadtviertel Montparnasse und studierte Kunstgeschichte an der privaten Académie Colarossi. Während ihres Studiums an der Académie besuchte sie öfters das Café du Dôme, einen bekannten Künstlertreffpunkt am Montparnasse, in dem auch die amerikanischen Schriftsteller Morley Callaghan, Ernest Hemingway und F. Scott Fitzgerald verkehrten. Mit der Malerin und Philanthropin Isabel McLaughlin (1903–2002) verband sie bald eine enge Freundschaft.
Im Jahr 1929 bekam Hewards Karriere einen wichtigen Impuls, als ihr Bild Girl on a Hill den ersten Preis im Generalgouverneur Willingdon Wettbewerb gewann und dadurch eine Ausstellung in der National Gallery of Canada bekam. In den folgenden Jahren verschlechterte sich ihr Gesundheitszustand – sie litt seit ihrer Kindheit an Asthma – zusehends. Ein Autounfall im Jahr 1939 verschlimmerte das Ganze wesentlich und Prudence Heward starb während der Suche nach medizinischer Behandlung in Los Angeles. Obwohl Heward nie eine große Berühmtheit erreichte, war sie doch international bekannt und in Künstlerkreisen angesehen.